# Fritz Pfenninger
Fritz Pfenninger (Zurique, 15 de outubro de 1934 - Zurique, 12 de maio de 2001) foi um ciclista suíço especialista na pista, ainda que também participou em corridas de rota. Especializou-se nas corridas de seis dias onde obteve 33 vitórias, 19 das quais com Peter Post.

## Palmarés
- 1956

1.º nos Seis dias de Aarhus (com Oscar Plattner)
- 1957

1.º nos Seis dias de Copenhaga (com Jean Roth)
- 1958

1.º nos Seis dias de Münster (com Jean Roth)
1.º nos Seis dias de Zurique (com Jean Roth)
- 1960

1.º nos Seis dias de Münster (com Hans Junkermann)
- 1961

Campeão da Europa em omnium
1.º nos Seis dias de Berlim (com Klaus Bugdahl)
1.º nos Seis dias de Frankfurt (com Klaus Bugdahl)
- 1962

Campeão da Europa de Madison (com Klaus Bugdahl)
1.º nos Seis dias de Zurique (com Klaus Bugdahl)
1.º nos Seis dias de Frankfurt (com Klaus Bugdahl)
1.º nos Seis dias de Essen (com Klaus Bugdahl)
- 1963

1.º nos Seis dias de Zurique (com Peter Post)
1.º nos Seis dias de Colónia (com Peter Post)
1.º nos Seis dias de Bruxelas (com Peter Post)
- 1964

Campeão da Europa de Madison (com Peter Post)
1.º nos Seis dias de Zurique (com Peter Post)
1.º nos Seis dias de Berlim (com Peter Post)
1.º nos Seis dias de Bruxelas (amb Peter Post)
1.º nos Seis dias de Dortmund (com Rudi Altig)
1.º nos Seis dias de Antuérpia (com Noël Foré i Peter Post)
- 1965

1.º nos Seis dias de Zurique (com Peter Post)
1.º nos Seis dias de Berlim (com Peter Post)
1.º nos Seis dias de Dortmund (com Peter Post)
- 1966

Campeão da Europa de Madison (com Peter Post)
1.º nos Seis dias de Antuérpia (com Jan Janssen e Peter Post)
1.º nos Seis dias de Essen (com Peter Post)
1.º nos Seis dias de Gante (com Peter Post)
1.º nos Seis dias de Amesterdão (com Peter Post)
1.º nos Seis dias de Quebec (com Sigi Renz)
- 1967

1.º nos Seis dias de Frankfurt (com Peter Post)
1.º nos Seis dias de Antuérpia (com Jan Janssen e Peter Post)
1.º nos Seis dias de Essen (com Peter Post)
1.º nos Seis dias de Bremen (com Peter Post)
- 1968

1.º nos Seis dias de Zurique (com Klaus Bugdahl)
1.º nos Seis dias de Montreal (com Louis Pfenninger)
- 1970

1.º nos Seis dias de Zurique (com Peter Post e Erich Spahn)